# Quítxua de Cajamarca–Cañaris
Quítxua de Cajamarca–Cañaris (localment anomenat Kichwa o Runashimi, com altres varietats quítxues) és una branca del quítxua que es parla al nord del Perú, format principalment pel quítxua de Cajamarca (Kashamarka, també conegut com Linwa), i el quítxua de Lambayeque (també conegut com Ferreñafe, quítxua Inkawasi-Kañaris), a prop de les ciutats de Cajamarca i Cañaris a les regions Cajamarca i Lambayeque. El quítxua de Cajamarca i Lambayeque té un 94% de semblança lèxica i són mútuament intel·ligibles. Adelaar (2004) inclou el dialecte del districte de Lincha, molt al sud, a la frontera de les regions de Lima i Huancavelica.
El quítxua de Cajamarca–Cañaris és divergent d'altres varietats; encara que tradicionalment es classifica com a membre de quítxua II -A, alguns (Adelaar) creuen que és una branca principal del quítxua II, i d'altres (Landerman, Taylor, Heggarty) creuen que és una branca principal del quítxua, o la inclouen al quítxua I. Félix Quesada va publicar la primera gramàtica i diccionari el 1976.